# Boucardicus esetrae
Boucardicus esetrae е вид охлюв от семейство Cyclophoridae. Видът е застрашен от изчезване.

## Разпространение
Разпространен е в Мадагаскар.